# Clayton Pye
Clayton Steven Pye (ur. 22 maja 1995) – kanadyjski zapaśnik walczący w stylu wolnym. Srebrny medalista mistrzostw panamerykańskich w 2021 i brązowy w 2020 roku.
Zawodnik Stratford Northwestern Secondary School z Stratford i Brock University.